# Contea di Nantes
La contea di Nantes nacque come contea governata dai Franchi, che, sotto la dinastia Carolingia aveva fatto di Nantes la capitale del Ducato di Bretagna. La contea servì come marca contro i Bretoni e gli abitanti della regione di Vannes. Proprio attraverso questa regione talvolta i carolingi effettuarono degli attacchi in Bretagna rendendo Nantes una zona ricca di importanza strategica. Attorno alla metà del IX secolo la regione cadde infine sotto il controllo bretone e il titolo di  conte di Nantes divenne sussidiario a quello di  duca di Bretagna. Nel tempo il titolo arrivò ad Hoel III di Bretagna, figlio diseredato (o illegittimo) di Conan III di Bretagna, questi perse poi la contea a causa di una rivolta popolare offrendo ad Enrico II d'Inghilterra l'occasione di attaccare il ducato. Nel trattato che poi siglò la fine del conflitto la Bretagna accordò il titolo di  conte di Nantes al sovrano inglese.

## I conti Franchi
- Orlando che agì come prefetto della marca bretone, è il protagonista della Chanson de Roland
- Guy di Nantes (750 circa-prima dell'818), anch'egli prefetto
- Lamberto I di Nantes, esiliato per volere di Carlomagno
- Ricwin di Nantes
- Renaud d'Herbauges
- Lamberto II di Nantes
- Amaury di Nantes, prese il posto di Lamberto II per volere di Carlo il Calvo
- Lamberto II di Nantes
- Salomone di Bretagna
- Roberto il Forte, anche Conte d'Angiò
- Hugh della Marca Bretone
- Henry della Marca Bretone
- Oddone, conte di Parigi
- Berengario II di Neustria
- Roberto che ascese poi alla corona di Francia.

## Il Regno di Bretagna
- Alano I di Bretagna

Per circa venticinque anni la Bretagna cadde entro l'orbita vichinga e il contado passò più volte di mano in mano fra vichinghi e francesi fino a che questi ultimi non lo riconquistarono nel 938.

## Gli ultimi conti
- Alano II di Bretagna, di famiglia sconosciuta sconfisse gli invasori vichinghi e prese il titolo di  conte di Nantes in aggiunta a quello di  duca di Bretagna
- Drogone, duca di Bretagna
- Hoel I di Bretagna
- Guerech di Bretagna
- Conan I di Bretagna che prese il potere alla morte di Alano II
- Alano IV di Bretagna che riprese il titolo dopo diversi decenni in cui fu vacante
- Conan III di Bretagna
- Hoel III di Bretagna
- Goffredo VI d'Angiò
- Conan IV di Bretagna
- Enrico II d'Inghilterra, cui andò a seguito di un trattato di pace
- Goffredo II di Bretagna, figlio di Enrico II
- Costanza di Bretagna, figlia di Conan IV
- Arturo I di Bretagna, figlio di Costanza e Goffredo II.

In seguito il titolo di conte andò ufficialmente a far parte dei titoli legati alla corona ducale per finire poi entro quelli legati al titolo di re di Francia attraverso i discendenti di Costanza.